# Franco Say
Franco Say, pseudonimo di Gian Franco Marteletti (Lagosta (comune), 1946), è un cantautore italiano.
Ha usato anche lo pseudonimo Gianfranco Martello

## Biografia
Franco Say nasce in Dalmazia nel 1946, e poco dopo la sua famiglia si trasferisce ad Acilia. Dopo aver suonato per qualche tempo nel gruppo di Don Marino Barreto Junior e aver cantato nei night con lo pseudonimo Franck Martell, Say inizia l'attività da solista nei primi anni '60, firmando un contratto con la Dischi Ricordi a cui arriva tramite il suo amico Amedeo Minghi.
Partecipa alla Mostra internazionale di musica leggera 1968 con L'amore verde, cover di MacArthur Park di Jimmy Webb; l'anno successivo è in gara a Un disco per l'estate 1969 con C'è questo sole che..., pubblicata anche in Giappone in un'antologia e alla Mostra internazionale di musica leggera 1969 con Sayonara.
Nello stesso anno interpreta Meglio una sera (piangere da solo) di Mino Reitano e Lontano dagli occhi di Sergio Endrigo in una raccolta della sua casa discografica; inoltre il suo brano Verranno i giorni è inserito nella versione italiana della colonna sonora del film Un colpo all'italiana.
Passa poi alla Victory, adottando lo pseudonimo Gianfranco Martello, per poi ritirarsi dall'attività musicale.

## Discografia

### 45 giri
- 1968: L'amore verde/Non cambia niente (Dischi Ricordi, SRL 10.519)
- 1969: C'è questo sole che.../Il ricco e il povero (Dischi Ricordi, SRL 10.535)
- 1969: Dove corri Susi/Verranno i giorni (Dischi Ricordi, SRL 10.560)
- 1969: Sayonara/Verranno i giorni (Dischi Ricordi, SRL 10.561)
- 1970: Il portone/Due rose (Dischi Ricordi, SRL 10.561)
- 1971: Amo Maria/L'amore è così (Victory, VY 051)